# 헤베

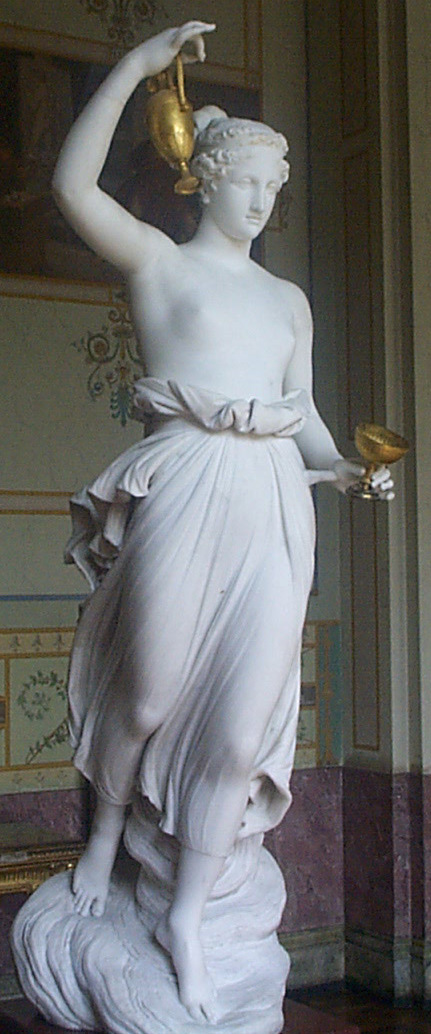
헤베의 상

헤베(그리스어: Ἥβη, 영어: Hebe)는 그리스 신화에서 젊음의 여신이다. 로마 신화에서는 유벤타스(라틴어: Juventas 또는 Juventus)와 동격이다. 헤베는 제우스와 헤라의 딸로 올림푸스 산에서 여러 신들이 연회를 할 때 넥타르를 따르는 역할을 했다. 헤베라는 이름은 그리스어의 젊음에서 유래하였고 로마화된 유벤타스 또한 젊음을 의미하는 라틴어에서 나왔다.
신화에 따르면 헤라클레스가 신격화 된 이후 헤베와 결혼하였고 쌍둥이 알렉시아레스와 아니세투스를 낳았다.
헤베는 흔히 소매 없는 드레스를 입은 모습으로 묘사된다.

## 같이 보기
- 헤베필리아
- 혼란형 조현병
- 게라스
- 이둔